# Chemistry & Chemical Technology
Chemistry & Chemical Technology – czasopismo naukowe zawierające artykuły dotyczące badań z dziedziny chemii i technologii chemicznej. Wydawane jest od 2006 roku w języku angielskim jako czasopismo o otwartym dostępie. 
Redaktorem naczelnymi jest Prof. Michael Bratychak.